# VNV Nation
A VNV Nation egy brit alapítású EBM/futurepop stílusú együttes, amelyet az ír Ronan Harris alapított 1990-ben. A VNV Nation zenéjében a trance, a synthpop és az EBM összetevői olvadnak össze, egy általuk futurepopnak nevezett eleggyé. A páros mindig is távol tartotta magát a kiüresedéssel fenyegető tömegzenétől: az 1990 óta működő VNV Nationt mind a mai napig az önkifejezés egy eszközének tartják, mely nem kötelezi magát egyetlen ideológia mellett, annak ellenére sem, hogy a dalok szövegei filozófiai mélységű kérdéseket boncolgatnak, irodalmi, politikai és művészeti témákban.
A VNV Nation zenéje sokszor ellentmondásos elemeket tesz egymás mellé: modern, elektronikus tánczenei ütemek dallamos és komolyzenei tételekkel fuzionálnak, feszítő harmóniában, egyben szimbolizálva az európai civilizáció sajátos történetét, melynek mindig meghatározó jellemzője volt a modern és az ősi kultúrák, az elvont misztikum és a racionális, "haladó" világlátás küzdelme. Erre utal a mottójuk is: Victory, Not Vengeance - Győzelem, nem bosszú.

## Diszkográfia
- Body Pulse – (12") 1990 - nincs kiadó
- Strength of Youth – (12") 1990 - nincs kiadó
- Advance and Follow – (CD Album) 1998 - Energy Rekords
- Praise the Fallen – (CD Album) 1998 - Energy Rekords, Off Beat
- Solitary EP – (CD EP) 1998 - Energy Rekord, Off Beat • (CD EP) 1999 - Dependent Records
- Darkangel – (CD Maxi) 1999 - Dependent Records • (AAC File) 1999 - Metropolis
- Empires – (CD Album) 1999 - Metropolis, Energy Rekords, Dependent Records • (CD Album) 2000 - Metropolis
- Praise the Fallen – (CD Album) 1999 - Wax Trax!, TVT Records • (CD Album) 2000 - Metropolis
- Burning Empires/Standing – (2xCD, Ltd Edition [4700 copies]) 2000 - Dependent Records • (AAC File) 2006 - Metropolis
- Standing – (CD Maxi) 2000 - Metropolis, Dependent Records
- Advance and Follow (v2) – (CD Album, Remastered, Reissue) 2001 - Dependent Records • (AAC File) 2006 - Metropolis
- Cold (Rated 'R' Mix by Mig-29) – (MP3 File) 2001 - no label
- Genesis (Radio Edition) – (CD Maxi, Ltd. Edition, Promo) 2001 - Dependent Records
- Genesis.0 – (CD Maxi, Promo) 2001 - Dependent Records
- Genesis.1 – (CD Maxi) 2001 - Dependent Records, Metropolis
- Genesis.2 – (CD Maxi) 2001 - Dependent Records, Metropolis
- Beloved – (CD Maxi, Promo) 2002 - Dependent Records
- Beloved (Hiver and Hammer Mixes) – (12") 2002 - 3 Lanka
- Beloved.1 – (CD Maxi) 2002 - Dependent Records • (AAC File) 2006 - Metropolis
- Beloved.2 – (CD Maxi) 2002 - Dependent Records • (AAC File) 2006 - Metropolis
- Futureperfect – (CD Album) 2002 - Dependent Records, Metropolis, Energy Rekords
- Honour 2003 – (CD Maxi, Enhanced) 2003 - Anachron Sounds • (AAC File) 2003 - Metropolis
- Pastperfect – (2xDVD + CD-ROM Special Edition) 2004 - Anachron Sounds, Metropolis • (2xDVD) 2004 - Anachron Sounds
- Chrome – (MP3 File) 2005 - Anachron Sounds, Metropolis, SubSpace Communications • (CDr, Promo) 2005 - SubSpace Communications
- Chrome/Matter + Form – (CD, Promo) 2005 - Anachron Sounds
- Matter + Form – (CD Album) 2005 - Anachron Sounds, Metropolis, SubSpace Communications
- Judgement – (CD Album) 2007 - Anachron Sounds, Metropolis, SubSpace Communications
- Judgement (Preorder Promo) – (CD, Promo, Enhanced) 2007 - Anachron Sounds
- Judgement (Promotional Release) – (CD, Promo) 2007 - Anachron Sounds, SubSpace Communications
- Of Faith, Power and Glory – (CD Album) 2009 - Anachron Sounds
- Automatic – (CD Album) 2011 - Anachron Sounds
- Transnational – (CD Album) 2013 - Anachron Sounds
- Resonance – (Live Orchestral Album) 2015 - Anachron Sounds
- Noire – (CD Album) 2018 - Anachron Sounds / Metropolis[1][2]
- Electric Sun – (CD Album) 2023 - Anachron Sounds
- Construct – (CD Album) 2025 - Anachron Sounds
- Destruct – (CD Album) 2025 - Anachron Sounds